# Gillian Alexy
Gillian Alexy (født 13. marts 1986) er en skuespiller fra Australien, der bedst er kendt for at spille Tayler Geddes i tv-serien McLeod's Daughters.
Hun tog eksamen fra ”John Curtin College of the Arts” i 2000, efter at have modtaget undervisning i dans og teater. Derefter blev hun optaget på ”The Actors College” i London, hvorefter hun forsatte på ”Le Centre des Arts Vivants” og ”The Peter Goss Dance Studio” i Paris, og gjorde sig fortjent til et 6 måneders ophold på ”University of Colorado at Boulder” i USA.

## Film og tv-roller
- Home And Away (2009) som Tarney
- The Strip  (2008) som Cherry Cunningham
- Packed to the Rafters (2008) som Lauren Valco
- McLeod's Daughters (2006–2009) som Tayler Geddes
- West (2007), Cheryl
- All Saints (2005 – 2006), Nicole Higgins
- The Umbrella Condition (2005), Holly
- Parallax  (2004), Katherine Raddic
- Fast Tracks (1998), Alana Burroughs
- The Gift (1997), Sharon – ukendt episoder
- Bush Patrol (1996), Eloise – ukendt episoder